# Parlamentarismo
El parlamentarismo, también conocido como sistema parlamentario o «régimen parlamentario» es en política, un sistema de gobierno en el que la elección del gobierno (poder ejecutivo) emana del parlamento (poder legislativo) y es responsable políticamente ante este. Modernamente, los sistemas parlamentarios son en su mayoría bien monarquías parlamentarias, o bien  repúblicas parlamentarias. En los sistemas parlamentarios el jefe de Estado es normalmente distinto del jefe de Gobierno.
38 de los 50 estados soberanos de Europa y 10 de los 13 estados soberanos del Caribe son parlamentarios. También hay estados parlamentarios en países en otras regiones, particularmente en antiguas colonias de Reino Unido.

## Antecedentes históricos

#### Antigüedad
Las primeras de asambleas electas con poder ejecutivo remiten a la antigüedad clásica, en concreto a las ciudades-estado de Grecia, donde la democracia ateniense es el ejemplo de democracia parlamentaria más extremo conocido –dado que todos los ciudadanos formaban parte del Parlamento, la Ecclesia–. Estructuras parecidas se encuentran en la Antigua Roma, donde el Senado acaparaba todos los poderes ejecutivos del Estado romano, aunque en materia legislativa se veía sometido a las decisiones de los tribunos y los «comicios». El Senado romano estaba formado principalmente por las élites aristocráticas romanas, los patricios, y marginaba en un primer momento a los senadores plebeyos al atribuirles un rango diferente al de los senadores patricios, a saber, el de conscripti. Con la instauración del régimen imperial, el Senado se convirtió en una cámara consultiva y con alguna competencia en el ámbito municipal de la ciudad de Roma.
Los romanos exportaron el sistema senatorial a las colonias provinciales, donde los senados hacían las veces de órganos municipales encargados de la administración  de  las ciudades que contaban con uno. Con la caída del Imperio romano de Occidente, algunas de las ciudades de influencia latina de la península italiana mantuvieron las cámaras municipales, que desembocarían en órganos ejecutivos de las incipientes ciudades estado italianas. Las asambleas y comunas de las Repúblicas de Florencia, Venecia, Génova y Pisa pueden rastrearse en origen a tales asambleas, y aunque su poder se viera reducido a territorios de escasa extensión, su influencia dentro de la política internacional podía ser grande, por ejemplo durante las guerras entre güelfos y gibelinos a partir del siglo XII .
En los territorios capturados por los pueblos germánicos, se prolongaron a veces las costumbres tribales de los conquistadores, convocándose asambleas de la nobleza germánica en tiempos de crisis o de necesidad; sin embargo, de tales parlamentos solo participaban la nobleza y, en alguna ocasión, el clero, y sus decisiones solían quedar supeditadas a las del monarca.

#### Edad Media y Edad Moderna

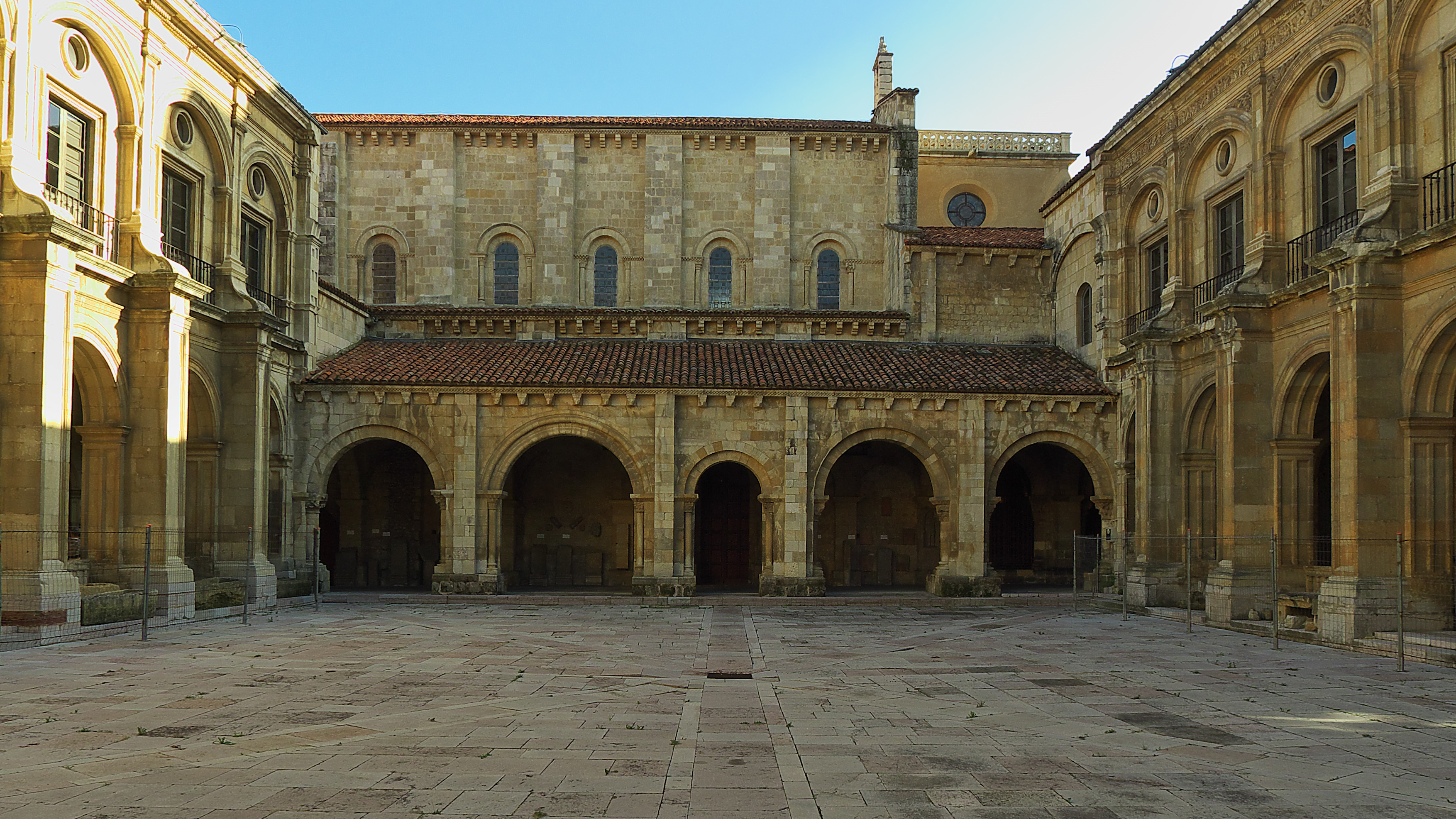
Claustro de la basílica de San Isidoro de León

El primer antecedente de parlamentarismo en el mundo occidental son las Cortes del Reino de León (reunidas por primera vez en 1188, en el Claustro de la basílica de San Isidoro de León), dado que en estas el poder del monarca se vio sometido a las decisiones de una asamblea de notables formados por clero, nobles, y representantes de las ciudades. Esta estructura de "Cortes" o "Parlamentos"  se repitió de manera continua en todos los estados de Europa Occidental, siendo ejemplos de ello las asambleas de los "Estados Generales" en el reino de Francia, las "Cortes" de los reinos de la Corona de Aragón, el "Parlamento" del reino de Inglaterra,... A partir del siglo XIII, los monarcas franceses serán los primeros en insistir en la inclusión del "Tercer Estado", el pueblo –en realidad, la incipiente burguesía–, en las asambleas de los Estados Generales, dado que los burgueses solían alinearse con el rey en contra de los intereses de la nobleza.
El poder de estos parlamentos medievales dependía en gran medida de la propia influencia del monarca. Como los parlamentos se convocaban de manera puntual para tratar asuntos tales como la recaudación de impuestos extraordinarios para sufragar guerras, un monarca poderoso, rico e influyente tenía muchas más posibilidades de influir y conseguir del parlamento sus objetivos. En general, conforme avanzó el tiempo los monarcas medievales fueron ganando en poder y riquezas, y pudieron contar con los recursos suficientes como para imponerse a su nobleza y anular en buena medida la influencia de las decisiones de los parlamentos. Hubo, no obstante, dos grandes excepciones a esta tendencia. Por un lado, la del Sacro Imperio Romano Germánico, en el que el "parlamento" o colegio electoral jamás trascendió de ser una cámara para la elección usualmente comprada con sobornos o hecha por motivos de interés político del nuevo emperador, de manera que el Sacro Emperador no dejó de ser un primero entre iguales cuya autoridad sobre el resto de principados alemanes era tan solo teórica.
El segundo precedente corresponde al Reino de Inglaterra. En 1215, el débil rey de Inglaterra Juan Sin Tierra se ve forzado a capitular ante la amenaza de rebelión de sus barones, constituyendo un parlamento formado por los nobles y el clero, a través de una carta real, la Carta Magna, en la que reconoce a ambos grupos una serie de privilegios y prerrogativas que reducen la influencia del monarca a favor de la del Parlamento. Tales privilegios tendrán que ser respetados por los subsiguientes monarcas, y aunque en apariencia algunos monarcas poderosos como Enrique VIII o Isabel I puedan imponerse al Parlamento, este seguirá reuniéndose de manera habitual, casi de forma anual, algo bastante menos usual en otros reinos europeos como Francia, Dinamarca o Castilla.
El tercer precedente y quizás el más significativo lo constituyó el sistema de Cortes derivado de la compleja foralidad aragonesa, unificada en 1247 en los Fueros Generales de Aragón, que se reformarán hasta su versión definitiva en 1592. Esta foralidad recogía la convocatoria de las Cortes, que en Aragón y como único caso conocido, llegaron a contar con cuatro brazos, uno más de los tres habituales, donde estaban representadas las ciudades más importantes del reino, además de nobles, clero y caballeros/infanzones. La existencia de estas cortes desarrollaban, en la práctica, la limitación efectiva del poder del monarca para todas aquellas decisiones importantes del Reino, logrando una representatividad social hasta entonces sin precedentes. Su existencia, pese al autoritarismo de los Habsburgo, llegó hasta su disolución por los Borbones en 1707, excepción hecha del Derecho Privado Aragonés, devuelto a Aragón en 1711 y que todavía se utiliza actualmente.
El parlamentarismo, entendido como un sistema político en el que el poder político reside mayoritariamente en un parlamento, surge precisamente en Inglaterra hacia 1640, cuando a raíz de un conflicto entre el rey Carlos I de Inglaterra y su parlamento, el monarca declara la guerra al parlamento y aboca al país a una guerra civil de la que sale perdedor el rey. En ese tiempo, el Parlamento inglés asumió para sí los poderes del estado durante un breve plazo de tiempo, hasta que Oliver Cromwell en calidad de dictador instaura la República Inglesa en 1649. No obstante, esta primera irrupción del modelo va a mostrar ya sus rasgos fundamentales. En primer lugar, el Parlamento era una asamblea popular elegida por los ciudadanos en igualdad de condiciones y que gozaba de todos los poderes del Estado, sin que fuera posible violentar su autonomía; en segundo lugar, lo que hoy conocemos como el poder ejecutivo estaba sometido plenamente a la asamblea; y en tercer lugar, el parlamento solo podía ser disuelto por el propio pueblo que lo había elegido.
El triunfo definitivo del régimen parlamentario ocurre con la Revolución Gloriosa en 1688, a partir del cual el Reino Unido aplicó el mismo de manera integral. La instalación en el trono de Inglaterra de la casa de Hanover rubricará el parlamentarismo en Inglaterra, al delegar los monarcas hanoverianos todo su teórico poder en manos del parlamento.

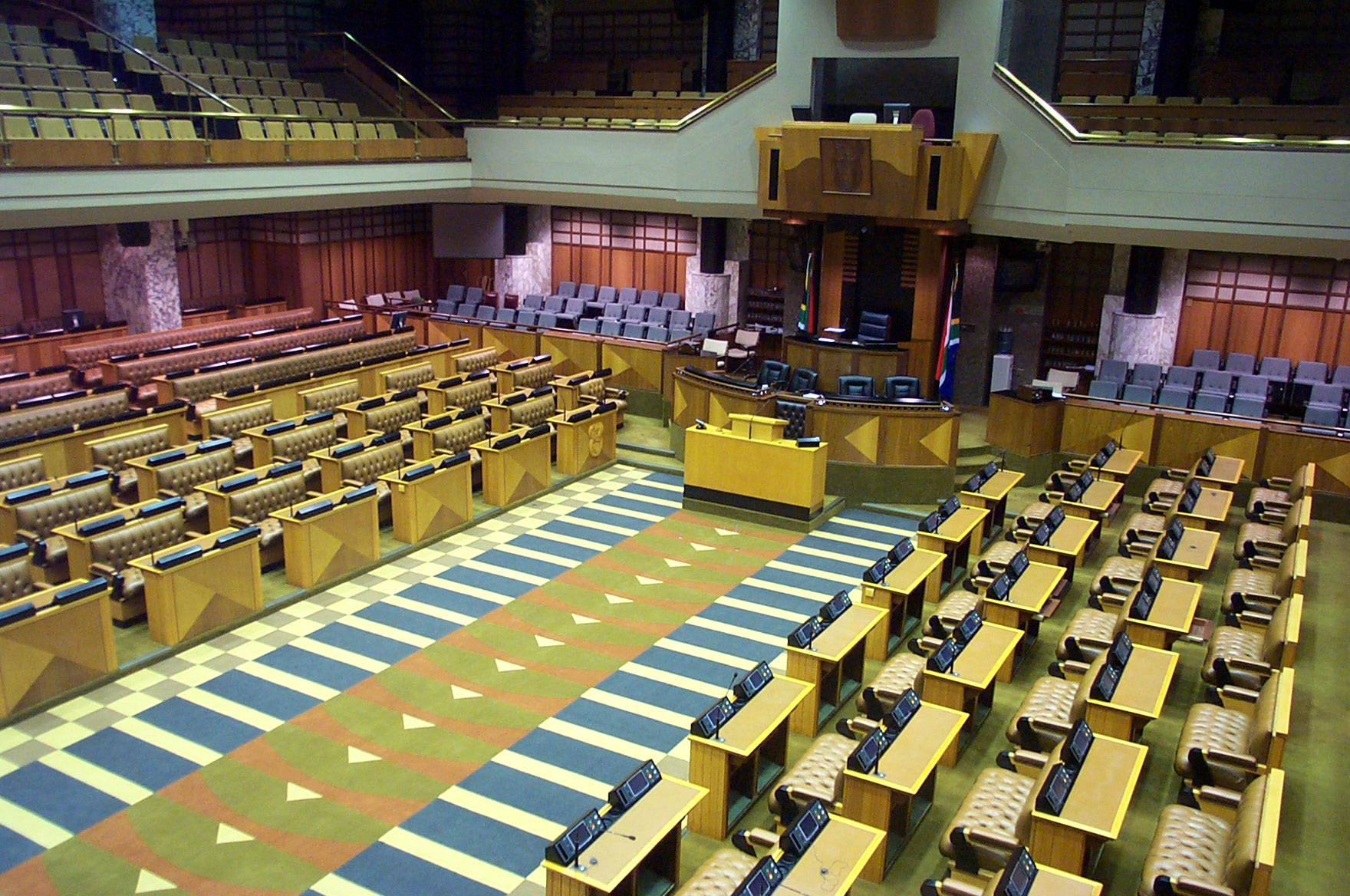
Hemiciclo de la Asamblea Nacional de Sudáfrica, cámara baja del parlamento de Sudáfrica

En el continente europeo se habrá de esperar hasta la Revolución francesa para que se atisbe un modelo de representación democrático-parlamentario similar, que se basa en el contrato social de Rousseau.

## Características
- La soberanía recae en el  parlamento.[4]
- Se conforma un gobierno pluripersonal y colegiado elegido por el Parlamento formado con el jefe de Gobierno al frente.[4]
- Poseen  mecanismos recíprocos de control entre el poder ejecutivo y el poder legislativo (disolución del parlamento, censura al gobierno, cuestión de confianza).[4]

### Dos modelos de parlamentarismo
En uno y otro caso, el distinto origen del parlamentarismo dará lugar a diferenciar dos modelos básicos: el modelo inglés surge antes de los movimientos obreros y es una imposición ante las ideologías del absolutismo y feudalismo, por lo tanto, su desarrollo no se verá impugnado por los propios beneficiarios. En el modelo continental, se encuentran rápidamente con la respuesta de los grupos socialistas de la época.

## Ventajas y desventajas del parlamentarismo
Dentro de los sistemas democráticos de gobierno, el modelo parlamentario se opone al modelo presidencialista. Al comparar las características de cada uno de los dos sistemas se suelen distinguir las siguientes ventajas e inconvenientes.
- Se reconocen como ventajas del sistema parlamentario:

1. Mayor representación del conjunto social en la medida que las decisiones deben consensuarse en muchas ocasiones entre distintas facciones políticas representadas en el Parlamento.
2. Mejor capacidad de respuesta frente a una crisis de gobierno en la medida que puede cambiar el poder ejecutivo adoptando la moción de censura.
3. Mayor consenso en las decisiones se considera más la participación y el trabajo en equipo.
4. Adaptabilidad Se considera ampliamente que los sistemas parlamentarios como el del Reino Unido son más flexibles, lo que permite un cambio rápido en la legislación y las políticas siempre que haya una mayoría o coalición estable en el parlamento, lo que permite al gobierno tener "pocos límites legales sobre lo que se puede hacer".[5] Cuando se combina con la votación por mayoría absoluta, este sistema produce el clásico "modelo de Westminster" con las virtudes gemelas de un gobierno de partido fuerte pero receptivo.[6] Este sistema electoral que proporciona una fuerte mayoría en la Cámara de los Comunes, junto con el sistema de poder fusionado, da como resultado un gobierno particularmente poderoso capaz de generar cambios e "innovar".[5]
5. Escrutinio y rendición de cuentas. A menudo se señala que el sistema de  fusión del Reino Unido es ventajoso en lo que respecta a la rendición de cuentas. El gobierno centralizado permite una mayor transparencia en cuanto a dónde se originan las decisiones, esto contrasta con el sistema estadounidense en el que el Secretario del Tesoro, C. Douglas Dillon, dice que "el presidente culpa al Congreso, el Congreso culpa al presidente y el público sigue confundido y disgustado con el gobierno en Washington".[7] Además, los ministros del gabinete del Reino Unido están sujetos a períodos de preguntas semanales en los que se examinan sus acciones y políticas; No existe tal control regular del gobierno en el sistema estadounidense.
6. Distribución del poder. Un estudio del Banco Mundial de 2001 encontró que los sistemas parlamentarios están asociados con menos corrupción.[8]

- Se consideran como desventajas frente al Presidencialismo:

1. No separación de poderes o Fusión de poderes entre el ejecutivo y el legislativo.[9] Según Arturo Fontaine Talavera, los sistemas parlamentarios en Europa han dado lugar a jefes de Gobierno muy poderosos, que es más bien lo que a menudo se critica de los sistemas presidenciales. Fontaine compara a Margaret Thatcher del Reino Unido con Ronald Reagan de los Estados Unidos y señala que la exjefe de Gobierno era mucho más poderosa a pesar de gobernar bajo un sistema parlamentario.[10] Se ha afirmado que el ascenso al poder de Viktor Orbán en Hungría muestra cómo se pueden subvertir los sistemas parlamentarios.[10] Según Fontaine, la situación en Hungría se debía a la deficiente separación de poderes que caracteriza a los sistemas parlamentarios y semipresidenciales.[10] Una vez que el partido de Orbán obtuvo dos tercios de los escaños del Parlamento en una sola elección, una supermayoría lo suficientemente grande como para enmendar la constitución húngara, no hubo ninguna institución que fuera capaz de equilibrar la concentración de poder.[10] En un sistema presidencial se necesitarían al menos dos elecciones separadas para crear el mismo efecto; la elección presidencial y la elección legislativa, y que el partido del presidente tenga la supermayoría legislativa necesaria para realizar enmiendas constitucionales. Las salvaguardias contra esta situación que se pueden implementar en ambos sistemas incluyen el establecimiento de una cámara alta o el requisito de ratificación externa de enmiendas constitucionales, como un referéndum. Fontaine también señala como ejemplo de advertencia de las fallas de los sistemas parlamentarios que si Estados Unidos tuviera un sistema parlamentario, Donald Trump, como jefe de Gobierno, podría haber disuelto el Congreso de los Estados Unidos.[10]
2. Excesiva vinculación del poder ejecutivo con el partido político mayoritario en el Parlamento, pudiendo derivar en partitocracia.
3. Su forma más estable termina siendo el bipartidismo.
4. Fragmentación política. En el libro de R. Kent Weaver ¿Son mejores los sistemas parlamentarios? (Are Parliamentary Systems Better?), el autor escribe que una ventaja de los sistemas presidenciales es su capacidad para permitir y acomodar puntos de vista más diversos. Afirma que debido a que "los legisladores no están obligados a votar en contra de sus electores en asuntos de interés local, los partidos pueden servir como vehículos organizativos y de votación nominal sin expulsar a los disidentes".[5]
5. Falta de rendición de cuentas democrática. Todas las democracias parlamentarias actuales contemplan la elección indirecta o el nombramiento de su jefe de Gobierno. Como resultado, el electorado tiene un poder limitado para destituir o instalar a la persona o partido que ejerce el mayor poder. Aunque la votación estratégica puede permitir que el partido del primer ministro sea destituido o empoderado, esto puede ser a expensas de las preferencias de los votantes en los muchos sistemas parlamentarios que utilizan el primero en pasar al cargo, o no tener ningún efecto en desalojar a aquellos partidos que consistentemente forman parte. de un gobierno de coalición, como ocurrió con el actual primer ministro holandés, Mark Rutte, y su partido, el VVD, durante sus cuatro mandatos, a pesar de que su apoyo máximo alcanzó sólo el 26,6% en 2012, lo que le valió el epíteto de "Teflon Rutte" por su capacidad para sobrevivir a las elecciones.[11]

Tratando de recoger las ventajas de ambos sistemas y eludir sus desventajas se tiende a utilizar sistemas semipresidenciales.

## El parlamentarismo en la actualidad

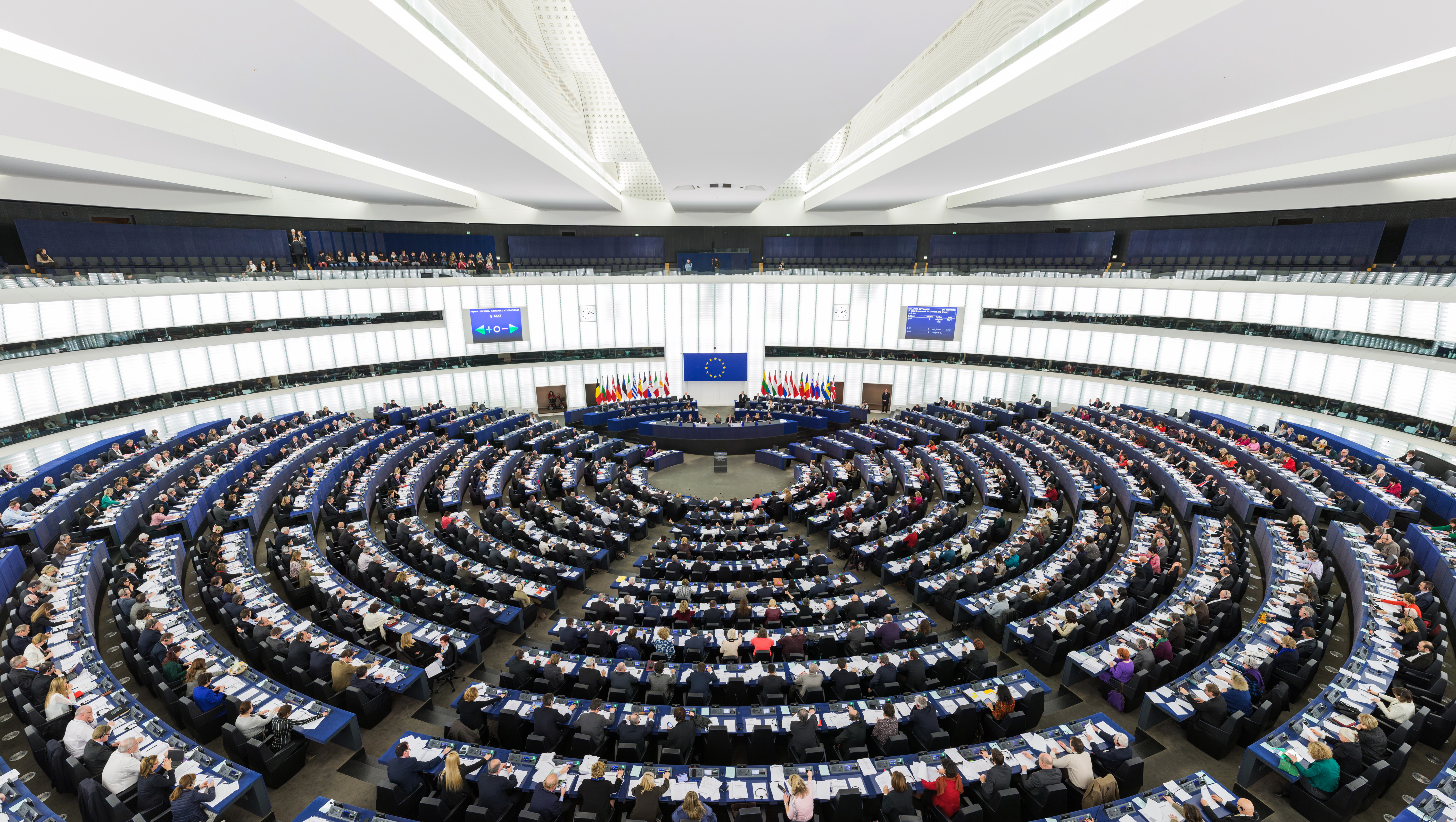
El hemiciclo del Parlamento Europeo en Estrasburgo durante una sesión plenaria en 2014

En el caso del sistema parlamentario, la separación o división de poderes se encuentra atenuada, implantándose un régimen de colaboración entre poderes llamado fusión de poderes. En este caso, las facultades de control se encuentran muy desarrolladas, y los poderes del Estado se pueden afectar mutuamente. Inclusive, y bajo circunstancias determinadas, alguno de los órganos del Estado puede revocar el mandato de otro: Así por ejemplo, el poder ejecutivo puede disolver al Parlamento o este puede censurar a miembros del Ejecutivo y obligarlo a renunciar. Estas facultades buscan generar el mismo efecto que venimos reseñando, evitar la hegemonía de un órgano sobre los otros y conseguir el equilibrio.
El caso de sistema de gobierno al que hacemos mención se da en regímenes parlamentarios o con tendencia parlamentaria, los cuales incluyen rasgos que también podemos encontrar en los llamados regímenes de naturaleza mixta, como el caso del semipresidencialismo francés.
Doctrinariamente, se reconocen como características básicas de todo régimen Parlamentario o con tendencia parlamentaria a las siguientes:
1. Un Ejecutivo dual, en el cual coexisten, en primer término, un jefe de Estado quien cuenta con atribuciones puntuales y en general muy restringidas, y obra como "Árbitro" o “mediador” de los problemas políticos; y un Jefe de Gobierno, que funciona a través de un órgano colegiado llamado Gabinete o Consejo de Ministros a cuya cabeza se encuentra el llamado primer ministro, quien es el funcionario que efectivamente dirige la política interna de la Nación.
2. Marcada dependencia entre los órganos Ejecutivo y legislativo. En realidad el Gobierno surge del Parlamento, el cual es, en principio, el único órgano elegido por voluntad popular. También pueden existir sistemas como los de órganos colegiados denominados supremos, que, con el pretexto de mantener la gobernabilidad, suprimen derechos de los ciudadanos y obligaciones del gobierno.
3. Un Parlamento, que es, por lo menos teóricamente, el sustento de la labor gubernamental, tal que puede destituir ministros mediante la censura o la negación de la confianza. A la vez, el jefe de Estado o el presidente del Gobierno puede ordenar la disolución del Parlamento en casos de graves controversias en las cuales puedan estar en riesgo la gobernabilidad de la Nación o la legitimidad de la dirigencia de su clase política.[12]